# Motilin
Motilin ist ein gastrointestinales Peptidhormon, das in den M-Zellen des Dünndarms (deren Zahl abnehmend von Duodenum zu Ileum) gebildet wird und gemeinsam mit Ghrelin ausgeschüttet wird. Das Peptid besteht aus 22 Aminosäuren.

## Funktion
Durch Andocken an den Motilinrezeptor (in Mucosa, Plexus myentericus, Dünndarm-Muskulatur, Purkinje-Zellen) löst Motilin im Magen und Darm interdigestive Motilität aus. Gallensteinpatienten hatten in einer chinesischen Studie erhöhte Blut-Motilin-Werte. Motilin spielt möglicherweise eine Rolle bei der Reaktion des Körpers auf Akupunktur. Über die Funktion in Purkinje-Zellen ist noch nichts bekannt.

## Regulation
Stimulus zur Sekretion: fettreiche Mahlzeiten, Magendehnung, Galle und pH-Abfall im Duodenum. Die Kontrolle der Sekretion geschieht auch neuronal und durch Serotonin.
Bestimmte Antibiotika (Makrolide) wirken am Motilinrezeptor als Agonisten und lösen so gastrointestinale Störungen aus.